# Atrichopogon lazoensis
Atrichopogon lazoensis är en tvåvingeart som beskrevs av Remm 1971. Atrichopogon lazoensis ingår i släktet Atrichopogon och familjen svidknott. Inga underarter finns listade i Catalogue of Life.